# Mont d'Est
Le Mont d'Est est le nom du centre urbain régional de la ville de Noisy-le-Grand. Il est situé dans le secteur 1 du périmètre d'aménagement de la ville nouvelle de Marne-la-Vallée, appelé Porte de Paris.
Il est classé quartier prioritaire sous le nom « Mont d'Est-Palacio » avec 1 598 habitants en 2018.

## Aménagement
Le Mont d'Est a été développé depuis les années 1970, dans le cadre du développement de la ville nouvelle de Marne-la-Vallée, considéré comme une opération d'intérêt national (OIN) dans l'objectif de rééquilibrer l'ouest et l'est de la région Île-de-France. Il a été aménagé par EpaMarne, l'un des établissements publics d'aménagement de Marne-la-Vallée.
Depuis, il est considéré comme un centre d'affaires car il accueille des bureaux, avec la présence de nombreuses entreprises comme Pôle Emploi, Groupama, Lavazza, Lactalis, RCI Banque et le ministère des Finances.

## Commerces
Le centre urbain du Mont d'Est possède en plein cœur un centre commercial régional, "Arcades". Il a bénéficié d'une extension récemment, passant de 150 à 160 boutiques. Un autre projet d'extension pourrait voir à long terme sur l'actuelle gare routière souterraine.

## Transports
Le centre urbain régional est desservi par le RER A à la gare de Noisy-le-Grand - Mont d'Est, sur la branche de Marne-la-Vallée - Chessy. Plusieurs lignes de bus desservent la gare RATP. Le Mont d'Est est desservi par l'autoroute A4, appelée l'Autoroute de l'Est. Les réseaux TGV et Eurostar sont accessibles par la gare de Marne-la-Vallée - Chessy, le terminus de la ligne A du RER.

### Projets
À partir de 2012, la gare du Mont d'Est accueille une nouvelle gare routière située au-dessus des voies du RER A. La gare routière souterraine sera remplacée par l'extension du centre commercial des Arcades. La gare sera aussi le terminus oriental du TVM Est, un dérivé de l'actuel Trans-Val-de-Marne, une ligne de bus à haut niveau de service et en site propre.